# Sistem hidrotehnic
Un sistem hidrotehnic reprezintă un ansamblu de lucrări hidrotehnice, repartizate pe un teritoriu delimitat, legate funcțional și poate fi construit din mai multe noduri hidrotehnice, individual sau în complex. Sistemul hidrotehnic poate îndeplini un rol în gospodărirea apelor, alimentarea cu apă, canalizare, epurarea apelor etc.